# الرابطة الجزائرية للدفاع عن حقوق الإنسان
الرابطة الجزائرية للدفاع عن حقوق العبد هي منظمة غير حكومية مستقلة تنشط في الجزائر، أُنشئت في سنة 1985 من طرف مجموعة من الحقوقيين على رأسهم علي يحيى عبد النور، أول رئيس الرابطة وهو حاليا رئيسها الشرفي. تهتم بنشر الوعي الحقوقي وتوعية المواطنين بالمفاهيم المستحدثة.

## نشأتها
جمعية وطنية ذات أهداف غير نفعية وغير تجارية تخضع لأحكام القانون الجزائري 12-06 المتعلق بالجمعيات
أنشأها مجموعة من رجال القانون الجزائريين أبرزهم المحامي علي يحي عبد النور، هو أول رئيس للرابطة وهو حاليا رئيسها الشرفي. تحصلت الرابطة على اعتمادها الرسمي في 26 جويلية 1989. وذلك بعد الانفتاح السياسي المحقق بعد أحداث 5 أكتوبر 1988.ركزت الرابطة نشاطها على مسار حقوق الإنسان المتعارف عليه في القانون الدولي لحقوق الإنسان،
انسحب من الرابطة ليترك رئاستها لباقي المناضلين وكانت له الرئاسة الشرفية باعتباره مؤسس الرابطة التاريخية،
انقسمت إلى جناحين جناح يرأسه بنفس اعتماد وزارة الداخلية والجماعات المحلية الصادر باسم الرئيس علي عبد النور يرأسه الأستاذ المحامي حسين زهوان عضو الحكومة الجزائرية المؤقتة وهو من المؤسسين للرابطة مع الأستاذ علي يحي عبد النور ومن المعروفين في الساحة الجزائرية والدولية كشخصية يسارية متشددة.و الجناح الثاني يرأسه الأستاذ الدكتور المحامي مصطفى بوشاشي، والذي انسحب من رئاسة الرابطة بدوره كما انسحب من مهنة المحاماة بالجزائر العاصمة بسبب تفرغه للعمل البرلماني بعد حصوله على مقعد نائب بالمجلس الشعبي الوطني عن جبهة القوى الاشتراكية، ليخلفه الأستاذ المحامي بمجلس منظمة الجزائر العاصمة نور الدين بن يسعد، والذي لا يزال على رأس الجناح الثاني للرابطة والذي يعتبر أقوى من جناح حسين زهوان بالنظر لحصوله على الاعتراف من طرف السلطات الجزائرية والمنظمات الدولية، غير أن كلا الجناحين لم يقم بعقد مؤتمر مطابقة الرابطة الجزائرية للدفاع عن حقوق الإنسان طبقا للقانون 12-06 لغاية نهاية سبتمبر 2013، بعدها تم منح الترخيص لمجموعة من المناضلين على رأسهم هواري قدور لعقد دورة المجلس الوطني الذي إحتضنتها ولاية سكيكدة يومي 17-18 مارس 2017 وتم انتخاب السيد هواري قدور رئيس إلى أن وافته المنية نهاية جانفي 2020 وعقدت الرابطة مؤتمرها الخامس يومي 04-05 فيفري 2020 بولاية الطارف أين تم انتخاب السيد سيد علي خماري رئيس للرابطة الجزائرية للدفاع عن حقوق الإنسان.

## أهداف الرابطة[1]
- الدفاع عن الحريات الفردية والجماعية وفقا للإعلان العالمي لحقوق الإنسان الصادر عن الأمم المتحدة.
- مكافحة الاعتباطية، اللاتسامح، الظلم، الاستبداد، الاضطهاد وشتى أنواع التمييز والعنصرية.
- الدفاع عن الحقوق السياسية للمواطن خارج أي نشاط حزبي.
- التنديد مهما كانت الدواعي بالاعتداءات التي تمس حقوق الإنسان، حرية التفكير والتعبير، الحق في الاجتماع، وحق التنظيم الثقافي والنقابي.
- خدمة الديمقراطية، بالعمل على بناء دولة القانون، حيث تكون السلطة خاضعة للقانون، محدودة بالقانون، ومرؤوسة بالقانون.
- العمل على استقلالية القضاء حتى يبقى في مأمن من الضغوطات وحتى لا يعرف حدودا أخرى غير القانون.
- تقديم المساعدة لكل شخص تنتهك حقوقه وهددت حريته.
- التنديد علنا باستعمال أساليب التعذيب وممارسيها، والعمل على القضاء على هذه الآفة.
- الدفاع عن الحقوق الاقتصادية والاجتماعية والثقافية للفرد.
- العمل من اجل المساواة في الحقوق بين الرجل والمرأة.
- الدفاع على حقوق الطفل وترقيتها
- بصفة عامة ترقية والدفاع عن حقوق الإنسان التي هي العالمية ولا تتجزأ.

- شعار الرابطة ” حقوق الإنسان عالمية ولا تتجزأ”

## الرؤساء

### الأعضاء المؤسسون
قائمة الأعضاء المؤسسين للرابطة في 1985
- ارزقي عبوط
- رابح عبدون
- نور الدين ايت حمودة
- مقرانأيت العربي
- حسين أيت محند
- جوهر عكرور
- علي يحي عبد النور
- سلطان عمور
- رابح باراكا
- رشيد بليل
- بن شيخون
- إبراهيم بن طالب
- خالد بن ميلود
- حفصة بن تومي بسكار
- محغوظ بوسبسي
- عيشة بوزار
- سالم شاكر
- سالم جبارة
- سعيد دومان
- سليمان حاشي
- فاطمة حسين هرموش
- سامية كرطوش رابح
- محمد كاسول
- سعيد خليل
- ارزقي كسيلي
- مقران لاكسي
- لوناوسي حميد
- فرحات مهني
- هاشمي نايت جودي
- صالح اودهار
- لويزة اودارن
- عمر اولعمارة
- فطومة اوزقان
- مليكة اوزقان
- علي فوزي رباعين
- سعيد سعدي
- ميمي تراكلي
- عمر زقان
- حسين زهوان
- مليكة زروقي
- ارزقي أيت العربي
- حسين سعدي
- خماري سيد علي

### الرؤساء منذ إنشائها
| رقم | الرئيس                     | البداية | النهاية |
| --- | -------------------------- | ------- | ------- |
| 01  | علي يحيى عبد النور         | 1989    | 2005    |
| 02  | حسين زهوان                 | 2005    | 2007    |
| 03  | مصطفى بوشاشي               | 2007    | 2012    |
| 04  | نور الدين بن يسعد          | 2012    | 2016    |
| 05  | هواري قدور                 | 2016    | 2017    |
| 06  | بن الشيخ الحسين ضياء الدين | 2017    | 2018    |
| 07  | سيد علي خماري              | 2019    | ينشط    |

## الوقف الوطني من اجل الديمقراطية
قامت منظمة الوقف الوطني من اجل الديمقراطية بمنح مساعدات للرابطة.
| السنة  | 2002   | 2005   | 2006   | 2010   |
| ------ | ------ | ------ | ------ | ------ |
| المبلغ | 20.000 | 20.000 | 40.000 | 37.000 |

## وصلات خارجية
- الموقع الرسمي للرابطة الرابطة الجزائرية للدفاع عن حقوق الإنسان المكتب الوطني | Facebook